# Walter de la Mare

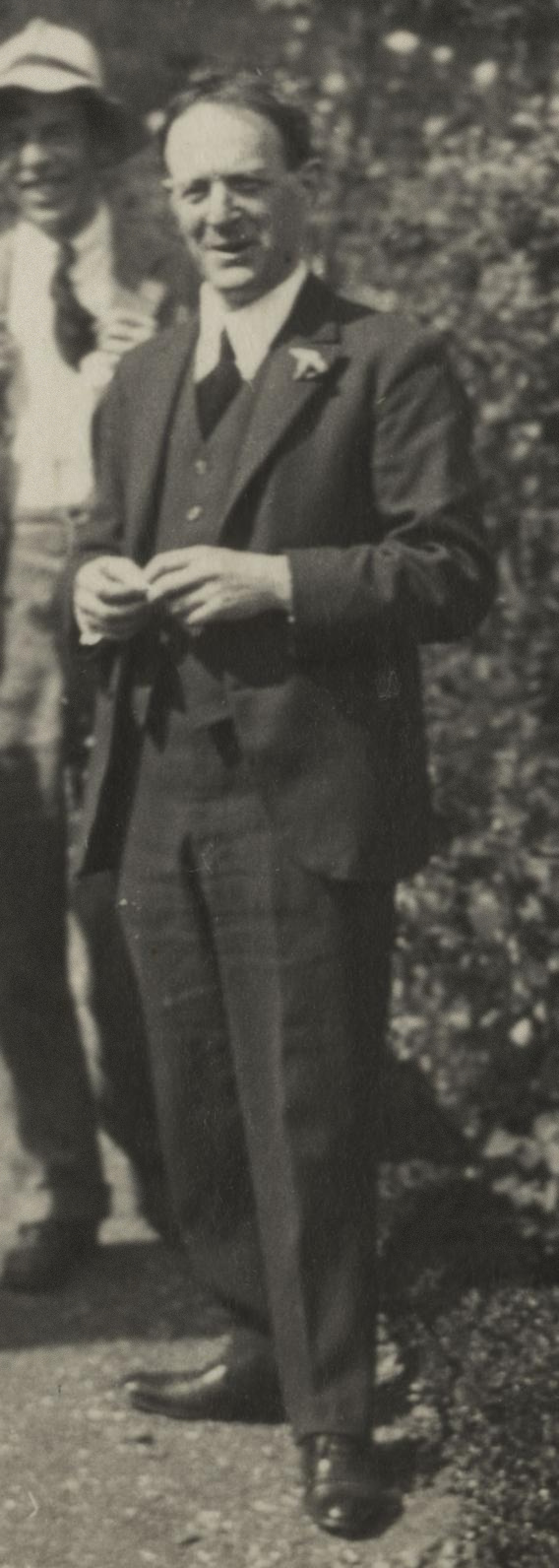
Walter de la Mare (1924)

Walter John de la Mare (* 25. April 1873 in Charlton, Grafschaft Kent; † 22. Juni 1956 in Twickenham, London) war ein englischer Dichter, Autor von Kurzgeschichten, Romanen und Kinderbüchern.

## Leben
De la Mare wurde in der Grafschaft Kent als Sohn eines Kirchenvorstehers geboren. Seine Familie stammt von französischen Hugenotten ab.
Seine erste Arbeitsstelle bei einem Ölunternehmen erlaubte ihm genug Freizeit, um sich dem Schreiben zu widmen. Er publizierte zunächst unter dem Pseudonym Walter Ramal. Später arbeitete er achtzehn Jahre lang als Buchhalter. Ein Regierungsstipendium von 100 britischen Pfund ermöglichte ihm, sich ab 1908 als freier Schriftsteller zu betätigen und er zog mit seiner Familie nach Buckinghamshire.
Seine Dichtkunst brachte ihm hohe Anerkennung ein und er wurde mit Ehrendoktorwürden der Universitäten Oxford, London und Bristol ausgezeichnet. Ab 1918 war Walter de la Mare Jurymitglied im Komitee der Vergabe des Hawthornden-Preises, dem ältesten Literaturpreis in Großbritannien.
1955 wurde er als auswärtiges Ehrenmitglied in die American Academy of Arts and Letters gewählt.
An seinem Wohnhaus, dem Southend House in Twickenham, in dem er von 1940 bis 1956 lebte, wurde eine Gedenktafel angebracht. Sein Grab befindet sich in London, in der St Paul’s Cathedral. Es gibt eine Walter de la Mare Society, die seit 1998 eine Zeitschrift herausgibt.

## Werk
De la Mare ist vor allem für seine phantasievollen Kinder- und Nonsensverse berühmt. In seinen erzählerischen Werken vertritt er eine romantische, gegen die Vorherrschaft des „Wirklichen“ oder „Sichtbaren“ gerichtete Weltsicht, in denen immer wieder das jenseits der sinnlichen Erfahrung Liegende in die reale Welt hereinbricht.
Es ist unsere einzige Hoffnung, vom Realismus in seiner traditionellen Bedeutung loszukommen. Eine durch Einbildungskraft gewonnene Erfahrung ist nicht nur ebenso real, sondern bei weitem realer als eine verstandesmäßige.
Für das Jahrbuch Joy Street, das in den 1920er und 1930er Jahren erschien schrieb er mehrere feinsinnige Kindergeschichten. Er verfasste auch einige subtile Horror-Erzählungen, die in deutscher Übersetzung in der Reihe Bibliothek des Hauses Usher unter dem Titel Aus der Tiefe 1973 vom Insel-Verlag und später vom Suhrkamp-Verlag als Taschenbuch herausgegeben wurden.

## Bibliografie
- Songs of Childhood (1902)
- Henry Brocken (1904)
- The Three Mulla Mulgars (1910) Dt. Die Reise der drei Malla-Malgars, 1988
- The Return (1910)
- The Listeners (1912)
- Peacock Pie (1913)
- Seaton's aunt (1921)
- Memoirs of a Midget (1921) Dt. Traumbuntes Jahr, 1947; bzw. Memoiren der Miss M., 1974
- The Riddle and other tales (1923) Dt. »Aus der Tiefe«, Frankfurt am Main 1972 [Auswahl]
- The Connoisseur (1926)
- On the edge (1930)
- The wind blows over (1936)
- Best stories of de la Mare (1942) Dt. Die Orgie – eine Idylle und andere Erzählungen, Zürich 1965
- Collected stories for children (1950) Dt. Seltsame Geschichten, 1962
- O Lovely England (1952)
- A beginning (1956)

### Ausgaben in deutscher Sprache
- Aus der Tiefe. Bibliothek des Hauses Usher, Band 5. Übersetzer: Traude Dienel und Elizabeth Gilbert. Insel-Verlag, Frankfurt am Main. 1972
- Sankt Valentinstag. Phantastische Erzählungen. Zürich 1984
- Das Meisterstück und Die Prinzessin. Erzählungen; in: Kinder in der Weltliteratur. Zürich 1992
- Die verlorene Spur. Erzählung. Frankfurt am Main 1993